# Herrestrup (Odsherred Kommune)
 For alternative betydninger, se Herrestrup. (Se også artikler, som begynder med Herrestrup)
Herrestrup er en lille landsby på Nordvestsjælland med 230 indbyggere  (2024), beliggende i Grevinge Sogn i Odsherred. Landsbyen ligger i Odsherred Kommune og tilhører Region Sjælland.
Herrestrup er delt op i en østlig og vestlig del, eneste vej hvorpå man kan komme fra den ene til den anden til fods, er via en tunnel. Landsbyen er kulturelt nært forbundet med nabobyen Grevinge, idet Grevinge Centralskole befinder sig i Herrestrup.
I dag er der ikke længere folkeskole i Herrestrup. I stedet ligger Herrestrup skole- og videnscenter, med speciale i ADHD og autisme spektrum. 
Nærmeste folkeskoler er Vig eller Asnæs.
Der er ikke længere tankstation i Herrestrup eller pejsebutik, der er kun en idrætscafé. Der er nogle få erhvervs virksomheder og busterminal med transport til både Nykøbing og Holbæk.